# گائل ژرمنی
گائل ژرمنی (انگلیسی: Gaël Germany؛ زادهٔ ۱۰ مهٔ ۱۹۸۳) بازیکن فوتبال اهل فرانسه است.
از باشگاه‌هایی که در آن بازی کرده‌است می‌توان به باشگاه فوتبال پاریس اشاره کرد.
وی همچنین در تیم ملی فوتبال مارتینیک بازی کرده‌است.